# 沙漠狐狸行动
沙漠狐狸行动（英語：Operation Desert Fox），是美、英两国于当地时间1998年12月17日凌晨1时到1998年12月20日凌晨4时50分，针对伊拉克发动的一场大规模的空袭行动，理由是伊拉克未能遵守聯合國安理會決議和干擾聯合國特別委員會的督察。空袭主要以美海军军舰发射战斧巡航导弹和美英空军投掷的的精确制导武器为主。這次軍事行動是由美國總統比尔·克林顿和英國首相托尼·布萊爾下達命令執行的軍事行動。
这次轟炸行动受到国际间的廣泛批評。沙特阿拉伯、巴林和阿拉伯聯合大公國发表声明明确拒絕美軍使用本国的军事基地以来空襲伊拉克。同时这次空袭行动亦为后来的美伊战争埋下了伏笔。

## 起因
时任伊拉克总统萨达姆·侯赛因违反联合国安理会687号决议，不与联合国武器核查人员合作，导致联合国特委会主席巴特勒向联合国报告核查无法进行。

## 經過
空袭行动由美國中央司令部的安东尼·津尼上將指挥，共出动包括：
- 美空军B-1B和B-52轰炸机
- 美海军EA-6B电子战机
- F-14战斗机和F/A-18战斗攻击机
- 英国空军龍捲風式战斗机在内的650架次飞机。

4轮空袭共发射巡航导弹共425枚，投掷炸弹600枚。空袭目标除伊拉克导弹的研究与生产设施及与导弹研制有关的经济目标外，还包括共和国卫队的兵营、总统府，电台、电视发射台和油田等近100个目标。伊拉克政府事后声称一些住宅区及一所妇产医院也遭到轰炸，造成62名伊拉克士兵死亡，180人受伤，约500名平民伤亡。

## 影響
这次空袭对伊拉克军事力量造成的打击是微不足道的。而伊拉克政府在空袭后，正式中止了联合国对其的武器核查计划，指责联合国特委会主席巴特勒“不公正”和是“美帝国主义操纵的傀儡”，要求立即解除对伊拉克的经济制裁。
空袭更加深了美国与伊斯兰世界的矛盾，有激进的伊斯兰武装再次计划准备对美英的目标进行袭击。其他国家也纷纷指责美国未经联合国安理会批准就对一个主权国家发动攻击，开创了“危险的先例”。美国一时间在国际社会中上陷入被动。

## 批评
有批评指出此次空袭在时间上与美国众议院弹劾美国总统比尔·克林顿重叠，可能是克林顿为了转移国民的视线和惩罚萨达姆，未经联合国安理会批准而突然发动袭击。這被認為和小布什在2003年伊拉克戰爭行動一致。